# Vignoble de Normandie

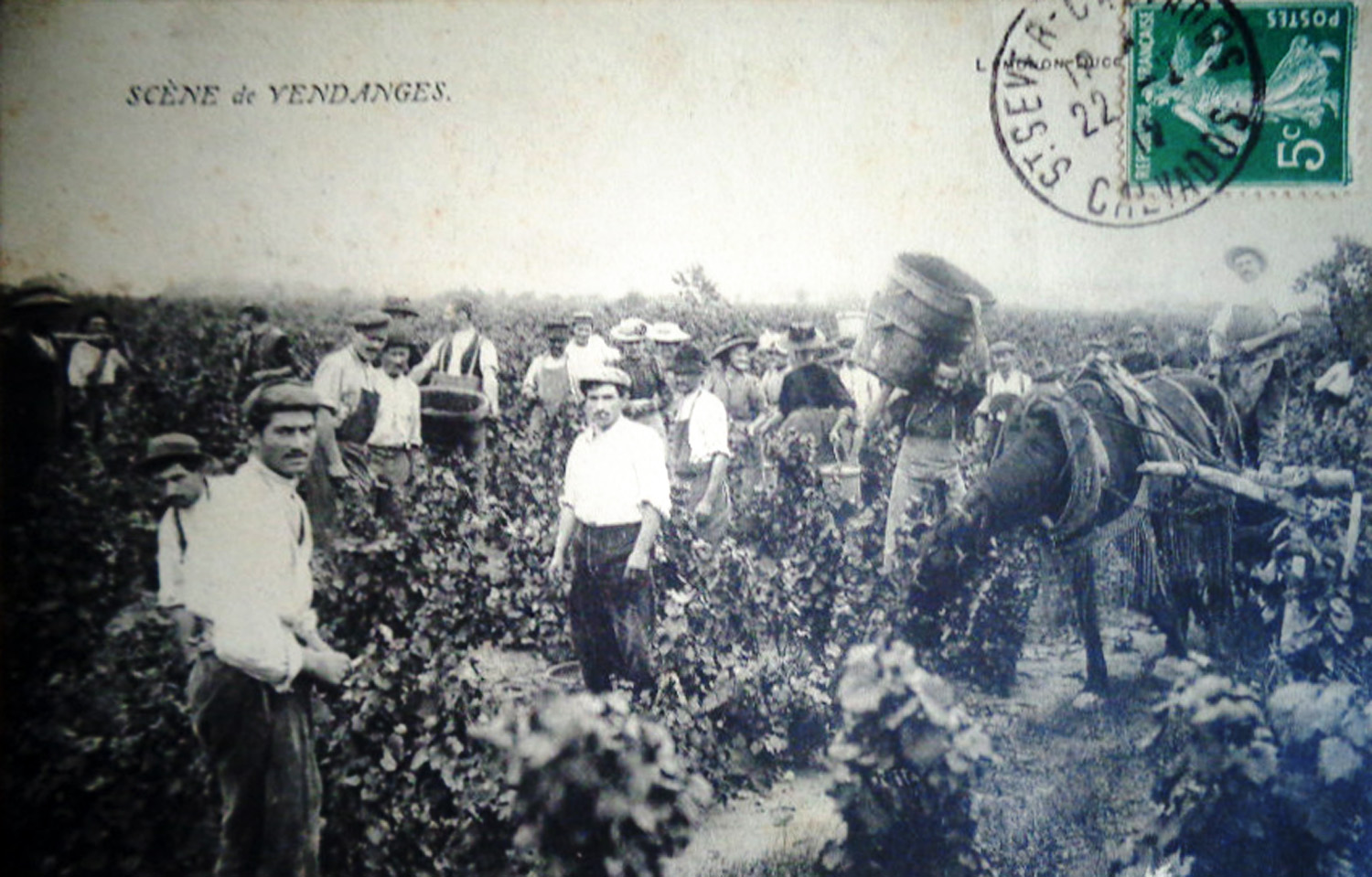
Les vinailles (vendanges) en Calvados.

Le vignoble de Normandie (le vignel ou vigneau de Normandie dans les parlers locaux) est une région viticole française. Important aux XIe et XIIe siècles, le vignoble disparut à cause du phylloxéra et de la Première Guerre mondiale pour renaître depuis les années 1990. Il dispose d'une IGP depuis 2003 : l'IGP Calvados accompagnée d'une entité géographique Calvados-Grisy. 

## Histoire

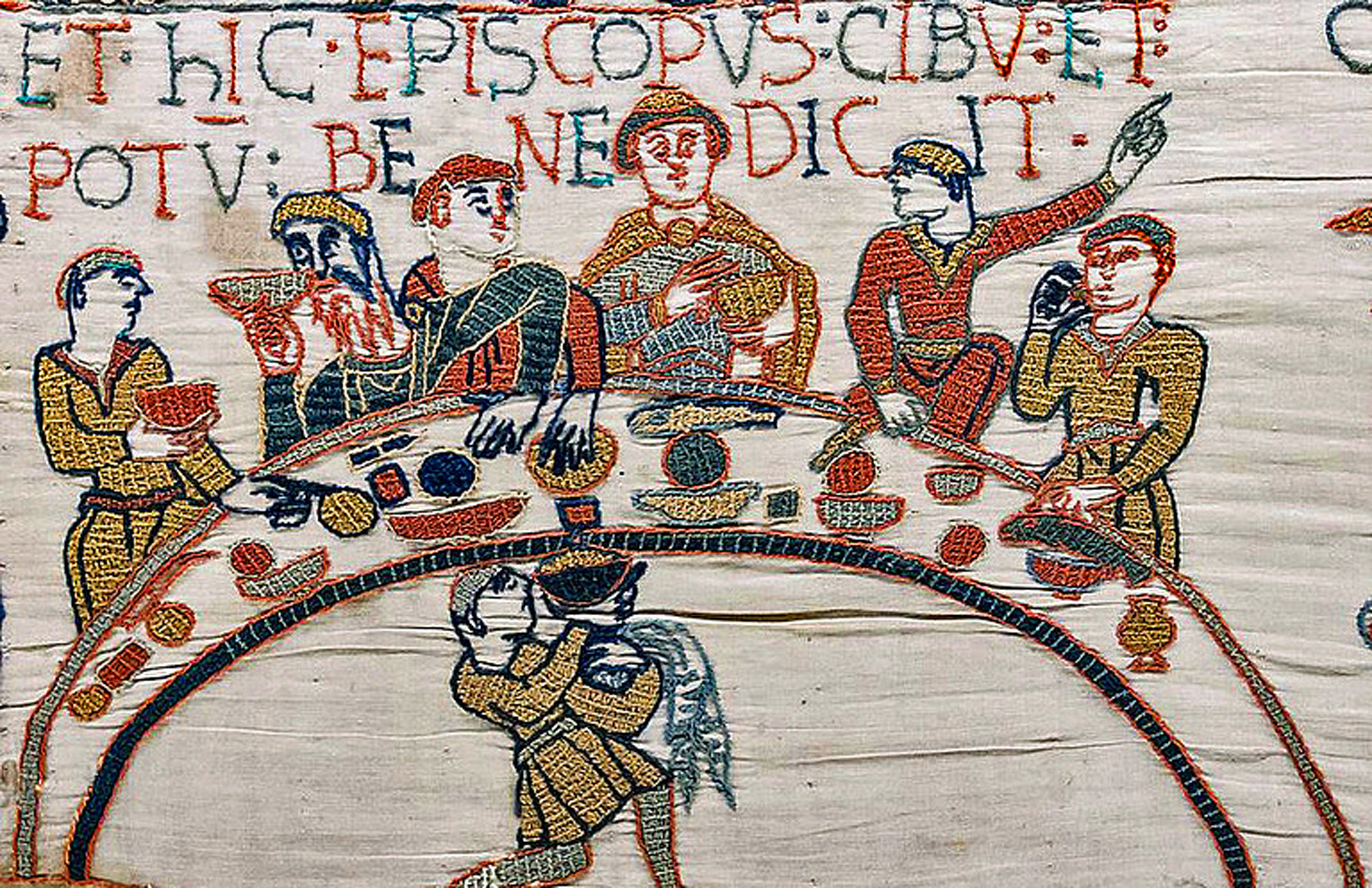
Banquet de Guillaume le Conquérant fêtant sa victoire d'Hastings au vin de Normandie offert par son demi-frère l'évêque Odon de Bayeux commanditaire de la Tapisserie de Bayeux, (fin XIe siècle)

L'archéologie atteste l'existence de la vigne sur le sol normand dès l'époque romaine. Cette présence est confirmée au haut Moyen Âge par des textes. L'Église, dont les messes nécessitent du vin, a sûrement joué un rôle dans ce développement. En atteste la tradition pour laquelle la vigne est fille des trois saints, expression venue de ce qu'on attribua longtemps à trois saints ayant vécu au XVIIe siècle d'avoir été les trois premiers cultivateurs de la vigne en Normandie : saint Ansbert de Rouen, saint Philibert de Jumièges et saint Wandrille de Fontenelle.  
C'est surtout à l'époque ducale que remonte la vraie conquête de la vigne en Normandie.  

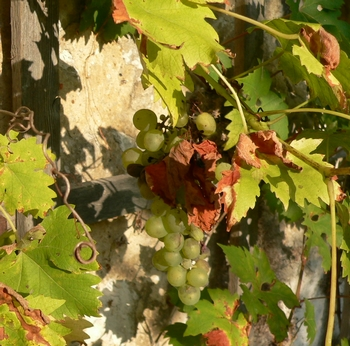
Une vigne dans une propriété de Duclair en Seine-Maritime.

Dès la fin du Xe siècle, on remarque l'essor des vignobles de Longueville, autour de Vernon, et d'Argences à l'est de Caen, « où les abbayes se disputent à prix d'or les moindres parcelles ». Aux siècles suivants, la vigne apparaît partout, plus exactement sur toutes les pentes bien exposées (à l'exception du Cotentin). Trois zones de production se distinguent néanmoins : la vallée de la Seine, les coteaux d'Argences et l'Avranchin. À cette époque et jusqu'à la fin du XIIIe siècle, le duché de Normandie bénéficie de conditions climatiques relativement favorables à ce type de production. Il produit même suffisamment pour exporter jusqu'en Angleterre. Ensuite, l'essor viticole s'arrête, entravé par la dégradation du climat à la fin de l’optimum climatique médiéval et par la concurrence d'autres régions viticoles. Après 1154, l'intégration de la Normandie à l'empire Plantagenêt ouvre la région aux vins de meilleure qualité de la Loire et ceux de Bordeaux. Si la conquête du duché par le roi de France Philippe Auguste en 1204, affranchit la Normandie de cette concurrence, celle-ci se retrouve en retour débordée par les vins d'Île-de-France et de Bourgogne.

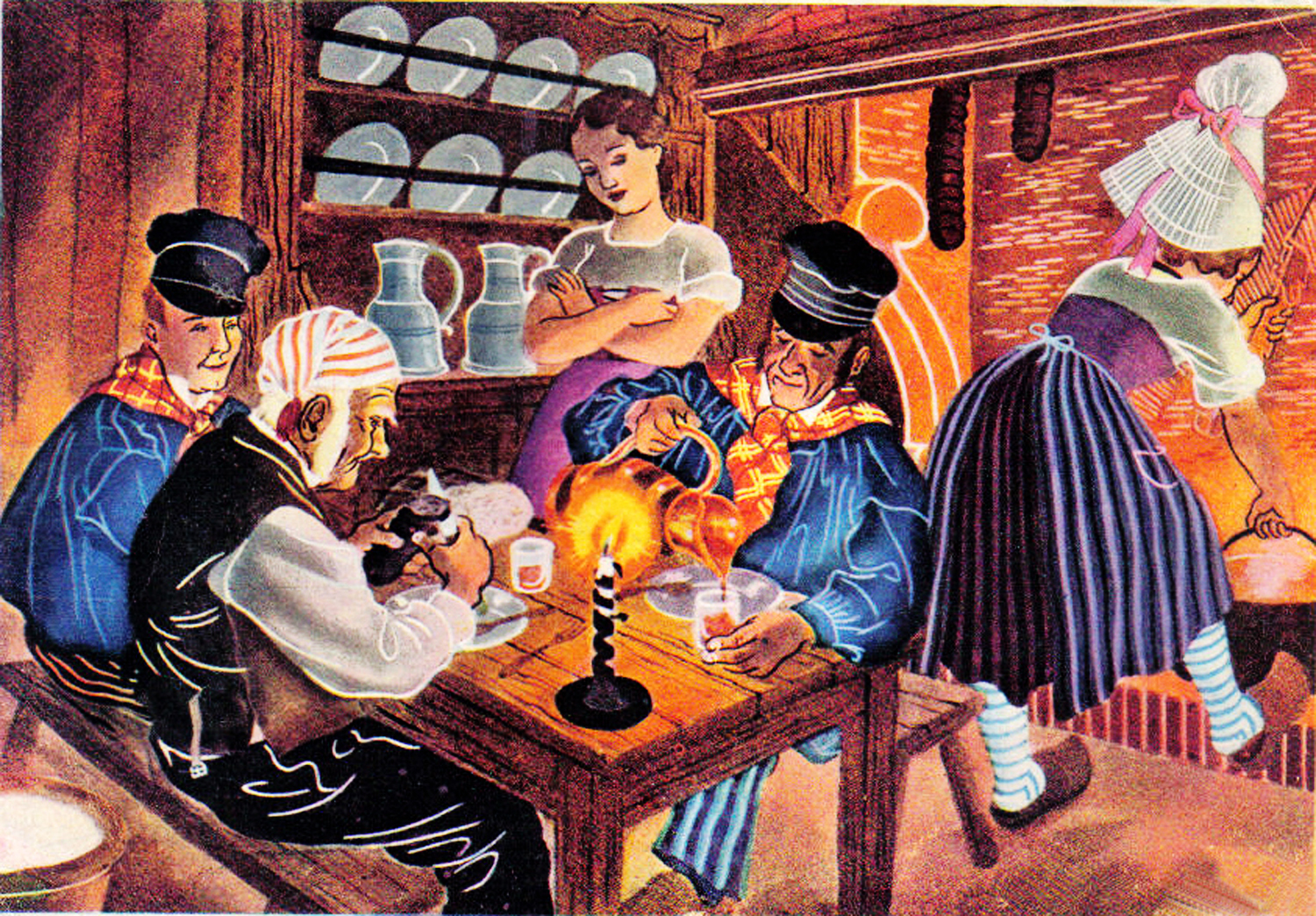
Paysans normands buvant du vin du Calvados

À l'époque moderne, la viticulture normande n'offre qu'une maigre production. Selon certains, prompts à dénigrer : « Les vignes résiduelles, comme celle des coteaux d'Argences, près de Caen, ne sont plus qu'une curiosité dont le produit est unanimement méprisé ». On recourt donc à l'importation. Au XVIIe siècle, des vignes sont arrachées autour de Vernon. Le mauvais goût du vin et la lourdeur des taxes sur la production ont raison des derniers pieds. En 1816, subsistent des vignes sur les coteaux d'Argences, à Port-Mort près des Andelys, à Nonancourt et Ménilles. En 1866, le département de l'Eure comptabilisait 1 136 ha de vignes soit 0,19 % de sa superficie, pour un rendement d'une vingtaine d'hectolitres à l'hectare. De nombreuses vignes sont également présentes dans la vallée de l'Eure (Écardenville-sur-Eure) et la vallée de l'Iton, les actes d'état civil du XVIIe, XVIIIe et XIXe siècles attestent une importante activité vinicole.

## Causes de la disparition du vignoble
Le Petit Âge glaciaire, qui a duré de 1350 à 1855, a été la période la plus froide avec des pics minimums en 1440-1460, 1450 en fut le minimum thermique, et 1575 fut l'année de l'essor de la larve de pyrale, appelée « dadin » en normand, larve rongeant le pied des vignes fragilisées. La période de 1660 à 1705 ruina le vignoble de Normandie, le raisin arrivant à peine à maturité et manquant de soleil, qui fit du vin de la piquette. Durant cet âge, 1750 à 1775 eut lieu le maximum thermique de cette période. Comme les alentours de 1860-1900 furent un bref réchauffement qui sera quant à lui, celui de l'extension du phylloxéra pour la vigne normande (ainsi que dans la majorité des régions viticoles françaises). Début XXe, des inondations au pays de Caux virent la quasi-disparition des vignes de Normandie orientale en Seine-Maritime, dont celles de Kollinu à Pavilly, entortillée autour des pommiers, et de Conihout à Jumièges, en échalas. Peu après, les quelques vignes restantes furent subventionnées à l'arrachage, par l'État français.
Aujourd'hui encore, on voit, dans certaines propriétés, quelques pieds qui poussent le long de murs, mais les grappes de raisin ne sont plus pressées.

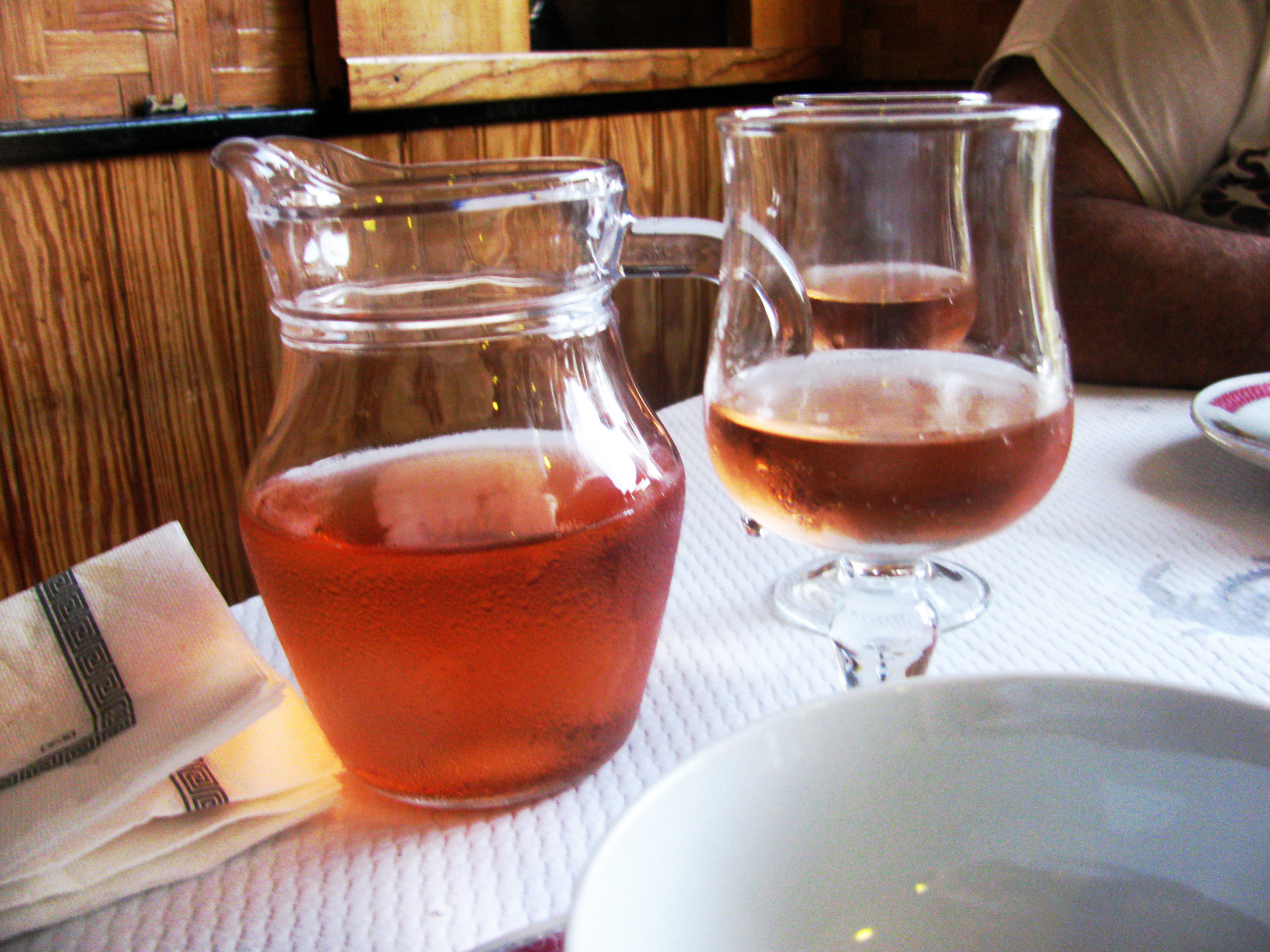
IGP Calvados rosé.

## Fêtes desvinaillesou vendanges
Les vendanges sont appelées vinailles lorsqu'il est question du vignoble normand. Ce mot de parler normand est hérité du latin vinalia, « fête des vendanges », ce qui atteste l'ancienneté de la transmission des traditions dans le vignoble normand (en outre, ce mot vinailles est la seule attestation d'une survivance du mot latin vinalia dans les langues d'oïl, ce qui le rend d'autant plus intéressant),.
Comme son ancêtre latin vinalia, qui était un nom pluriel neutre, le mot vinailles s'emploie de préférence au pluriel (on parle des vinailles mais rarement de la vinaille).
Comme dans toutes régions vinicoles, les vendanges se terminaient par une fête, dont l'instrument traditionnel était la haute loure (sorte de grosse cornemuse normande). Des chansons furent composées à cet effet, dont le branle (danse) : Trinquons seigneur, appelée aussi Sophie Don Don (attribuée à Olivier Basselin), et la danse à figure Allons voir nos vignes, qui furent dansées du XIVe au XIXe siècle.

## Reprise des vignobles normands
Le vignoble les Arpents du Soleil est situé à Grisy, au sud de Caen (Calvados), bénéficiant d'un microclimat sec et chaud.
Son propriétaire, Gérard Samson, débuta en 1973 en plantant dans sa propriété familiale, près de Saint-Pierre-sur-Dives au Pays d'Auge, son cep de raisin de table. Les résultats obtenus en 1980 l'incitèrent à s'étendre, et en 1995, il reçoit la permission de planter des vignes sur les 9 hectares du site. Le 1er millésime des « Arpents du Soleil » est récolté en 1998, la production est de 2800 bouteilles de 50 cl de vin blanc. La récompense sera la sélection de son Millésime au guide Hachette des Vins. 
C’est un sol argilo-calcaire, superficiel et très pierreux, qui s’est développé sur une roche calcaire du Jurassique, dure, mais fissurée. Le drainage est parfait, et les racines de la vigne plongent profondément.
Ce sol conjugué à un microclimat très sec, moins de 600 mm, et 25 jours de moins de pluie par an qu’à Caen distant de seulement 25 km à vol d’oiseau, permet à l’automne une surmaturation des raisins sans risque de pourriture.
En 2007, les vignes s'étendaient sur 3 hectares, et 15 000 bouteilles de 50 cl furent produites, dont un premier vin rouge. Désormais la production a quasiment doublé. Le vignoble produit sept cépages et six vins : cinq blancs et un rouge (le pinot noir). 
Les « Arpents du Soleil » ont été onze fois récompensés au Guide Hachette des Vins, et ont reçu trois médailles de bronze au Challenge international du vin de Bourg-sur-Gironde. Le vigneron normand continue le développement de son vignoble par la plantation progressive des 6 hectares restants. En 2009, il obtient la dénomination Indication géographique protégée « Calvados (Grisy) ». Il existe désormais une IGP Calvados.
Des vignobles ont récemment été établis sur les îles de Brecquhou et de Sercq , et d'autres ont existé pendant des décennies à Jersey.

### Quelques domaines viticoles en Normandie
- Département du Calvados (14) :
  - Le Fief de Blangy à Blangy-le-Château, crée en 2021[17] ;
  - Les Arpents du Soleil, exploitation viticole sise à Grisy et dont les vins font l'objet d'une IGP depuis 2003.

- Département de l'Eure (27) :
  - Le Clos Bonnard à Vernon[18] ;
  - Le Clairet de Gaillon à Gaillon[19] ;
  - Les Coteaux de Giverny à Giverny[20].
- Département de la Manche (50) :
  - Le Vignoble de Muus à Barneville-Carteret [21].
- Département de la Seine-Maritime (76) :
  - Le Domaine Saint-Expédit à Freneuse, créé en 2015[22] ;
  - Le domaine Terre de Rollon à Fry, créé en 2018[23] ;
  - Les vignobles Ludovic Messiers Effervescence à Sainte-Adresse, Graville, Fontaine-la-Mallet et Étretat[24].

## Vocabulaire du vin en Normandie
Le parler normand employait des termes spécifiques pour parler des choses de la vigne et du vin, et en outre il conserve les traces de l'activité viticole de la région durant des siècles. Voici quelques exemples
- Vignoble :
  - vignel ou vigneau (pluriel : vigneaux dans tous les cas, vignel est la forme normande au singulier, vigneau en est la forme francisée) : employé dans toute la Normandie, ce mot était courant en ancien français. Qu'on dise vignel ou vigneau au singulier, le pluriel doit toujours être vigneaux (ceci vient de ce que vignel est la forme normande du mot francisé vigneau, or en normand comme en ancien français, les mots en -el au singulier finissent en -iaux ou -eaux au pluriel). Le normand ayant tendance, plus encore que le français, à amuïr les consonnes à la finale, vignel s'entendra souvent prononcé vigné’ , d'où l'orthographe vignet que l'on rencontre parfois ;
  - vignaire (graphie guernésiaise : vinnaire, vaegnaire) : mot utilisé à Guernesey ;
  - clos de vignes (graphie à Jersey : clios d'vîngnes) : employé parcellement dans toute la Normandie, très employé à Jersey ;
  - gardin ès vignes (littéralement « jardin aux vignes », graphie jersiaise : gardin ès vîngnes) : vignoble (termes employés à Jersey).
- Vigneron :
  - vignerot : mot employé dans toute la Normandie, bien que vigneron ne soit pas un terme étranger dans la majeure partie des pays normands. Le féminin de vignerot est vignerotte, celui de vigneron est vigneroune dans les parlers du Calvados et du Bocage.
- Vendanges :
  - vinailles : mot employé pour parler des vendanges, ne s'emploie qu'au pluriel (cet usage vient de ce que vinailles descend du latin vinalia, fête des vendanges, mot qui ne s'employait lui-même qu'au pluriel).

En outre, il est à signaler que le mot vin a pris le sens de pourboire au sens figuré dans de nombreuses locutions normandes, reste de l'époque où l'on offrait du vin à qui l'on voulait remercier.